# Marc Wilson
Marc David Wilson (ur. 17 sierpnia 1987 w Aghagallon) – irlandzki piłkarz północnoirlandzkiego pochodzenia występujący na pozycji obrońcy w angielskim klubie Bournemouth oraz w reprezentacji Irlandii.

## Kariera
Wilson w 2000 roku wyjechał z Irlandii i dołączył do akademii Manchesteru United. Po czterech latach został zwolniony z kontraktu i przeszedł do Portsmouth. Tam był wypożyczany do Bournemouth, Luton Town i Yeovil Town, by zdobyć doświadczenie. W grudniu 2008 roku zadebiutował w Premier League. W 2010 po spadku do Championship został mianowany kapitanem. W sierpniu 2010 roku podpisał kontrakt ze Stoke City. Trener Tony Pulis przemianował go na lewego obrońcę. W swoim pierwszym sezonie w Stoke dotarł z zespołem do finału FA Cup.
W marcu 2010 roku został powołany do reprezentacji Irlandii na mecz z Brazylią. W lutym 2011 roku zadebiutował w meczu z reprezentacją Walii.